# Національний парк Керама-Сьото
Національний парк Керама Шьото (яп. 慶良間諸島国立公園, Керама Шьото Кокуріцу Коен) - це національний парк у префектурі Окінава, Японія. Створений у 2014 році, він розташований на Керамських островах та навколо них. Парк займає площу в 3520 га (8,7 акра) в муніципалітетах Токашікі та Дзамамі разом з 90475 га (223,570 акрів) навколишніх вод. Керамські острови раніше входили до складу Квазінаціонального парку Окінави, Кайґан. День заснування, 5 березня, збігається з Днем коралів.

## Флора та фауна
Прибережні райони національного парку, зокрема коралові рифи площею 66,4 га, забезпечують місце існування для найрізноманітніших видів тварин та рослин.
- 218 видів рифоподібних коралів, які розцвітають у червні
- Горбаті кити: з грудня по квітень
- різні види черепах, які влітку відкладають яйця
- Керамовий олень